# Luis Mandoki
Luis Mandoki, właśc. Luis Mándoki Somló (ur. 17 sierpnia 1954 w Meksyku) – meksykański reżyser, scenarzysta i producent filmowy.
Studiował sztukę w Meksyku. Ukończył potem Instytut Sztuki w San Francisco (USA), Londyńską Międzynarodową Szkołę Filmową (London International Film School) i London College School of Film w Londynie (Anglia).
Jego pierwszy krótkometrażowy film Cicha muzyka (Silent Music) otrzymał nagrodę na International Amateur Film Festival podczas Festiwalu Filmowego w Cannes 1976.
Powrócił do Meksyku, by nakręcić filmy dla Instituto Nacional Indigenista (National Institute for the Indigenous), Conacine (National Commission of Film) i Centro de Produccion de Cortometraje (Center for the Production of Short Films). W roku 1980 za realizację El secreto odebrał nagrodę Ariel, przyznaną przez Meksykańską Akademię Filmową (Mexican Academy of Film).
Po nakręceniu kilku udanych filmów dokumentalnych, debiutował w roku 1984 pełnometrażowym thrillerem Motel. Sukces światowy przyszedł wraz z dramatem Gaby. Historia prawdziwa (Gaby: A True Story, 1987) o kobiecie z porażeniem mózgowym, w którym zagrała m.in. Liv Ullmann.
Kolejne jego filmy to: 
- melodramat Biały pałac (White Palace, 1990) z Susan Sarandon i Jamesem Spaderem,
- komedia romantyczna Urodzony wczoraj (Born Yesterday, 1993) z Melanie Griffith, Donem Johnsonem i Johnem Goodmanem,
- dramat Kiedy mężczyzna kocha kobietę (When a Man Loves a Woman, 1994) z Meg Ryan i Andym Garcíą,
- melodramat List w butelce (Message in a Bottle, 1999) z Robin Wright Penn, Kevinem Costnerem i Paulem Newmanem,
- dramat obyczajowy Oczy anioła (Angel Eyes, 2001) z Jennifer Lopez i Jimem Caviezelem,
- dramat kryminalny 24 godziny (Trapped, 2002) z Charlize Theron i Kevinem Baconem
- dramat wojenny Głosy niewinności (Voces inocentes, 2004) z Leonor Varelą o wojnie domowej w Salwadorze widzianej oczami jedenastoletniego Chavy.

## Nagrody
- Nagroda na MFF w Berlinie 2004: Kryształowy Niedźwiedź za Głosy niewinności